# Woda górna

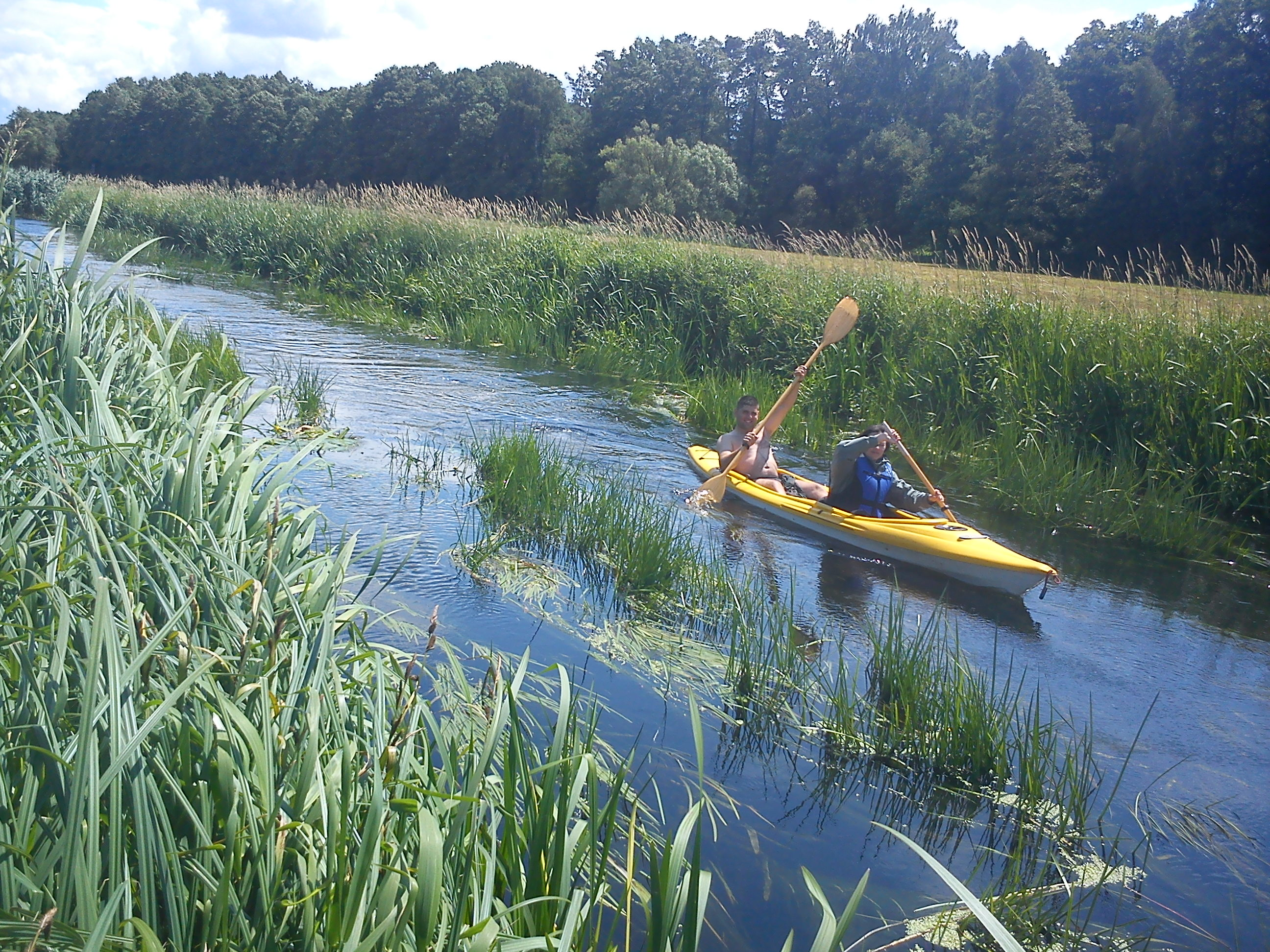
Kajak płynący z prądem - woda górna znajduje się za jednostką

Woda górna – w nawigacji na rzekach, z punktu widzenia płynącej jednostki – wszystko, co dzieje się od strony wody napływającej, a więc powyżej jednostki, od strony źródła rzeki.